# Les Algues vertes
Pour plus de détails, voir Fiche technique et Distribution.
Les Algues vertes est un thriller dramatique franco-belge réalisé par Pierre Jolivet et sorti en 2023. Il est adapté de la bande dessinée Algues vertes, l'histoire interdite, d'Inès Léraud et Pierre Van Hove publiée en 2019.

## Synopsis
Après plusieurs morts suspectes, la journaliste Inès Léraud décide en 2015 de s'installer en Bretagne pour enquêter de manière plus approfondie sur le phénomène des marées vertes. Elle rencontre de nombreuses personnes, et réalise l'ampleur du silence entourant cette question environnementale. En effet, les intérêts de l'industrie agroalimentaire sont très forts dans cette région. Elle s'appuie sur les personnes engagées sur ce combat en local pour le faire reconnaître au niveau national par ses reportages radio.

## Fiche technique
Sauf indication contraire, les informations mentionnées dans cette section peuvent être confirmées par les bases de données cinématographiques IMDb et Allociné,  présentes dans la section « Liens externes ».
- Titre original : Les Algues vertes
- Réalisation : Pierre Jolivet
- Scénario : Pierre Jolivet et Inès Léraud, d'après l'œuvre d'Inès Léraud et Pierre Van Hove
- Musique : Adrien Jolivet
- Décors : Stéphanie Bertrand-Carussi
- Photographie : Olivier Boonjing
- Montage : Yves Deschamps
- Son : Rafael Ridao, Vincent Montrobert et Thomas Gauder
- Production : Marc-Antoine Robert et Xavier Rigault
- Sociétés de production : France 3 Cinéma, Haut et Court, Panache Productions, 2.4.7 Films et La Compagnie Cinématographique, en association avec la SOFICA Cinémage 17
- Sociétés de distribution : Indie Sales et Haut et Court
- Pays de production :  France,  Belgique
- Langue originale : français
- Format : couleur — 2,35:1
- Genre : thriller dramatique
- Durée : 107 minutes
- Dates de sortie :
  - France : 27 mai 2023 (Saint-Malo) ; 12 juillet 2023 (en salles)

## Distribution
Sauf indication contraire ou complémentaire, les informations mentionnées dans cette section proviennent du générique de fin de l'œuvre audiovisuelle présentée ici.
- Céline Sallette : Inès Léraud[2]
- Nina Meurisse : Judith
- Julie Ferrier : Rosy Auffray[2]
- Pasquale d'Inca : André Ollivro[3]
- Clémentine Poidatz : Morgan Large[4]
- Jonathan Lambert : un député
- Adrien Jolivet : Pierre Philippe[3], l'urgentiste
- Éric Combernous : Igor
- Françoise Comacle : Rolande
- Hervé Mahieux : Guyvarch
- Arnaud Stephan : Didier Germain, de la FNSEA
- Marc Brunet : Jean-Yves Ruelloux
- Yann Dénécé : Yves-Marie Le Lay
- Benjamin Broux : l'ami du maire
- Christophe Gendreau : maître Marc Robien
- Pierre Le Baleur : homme poissons morts

## Production

### Genèse
Le film est adapté de la bande dessinée Algues vertes, l'histoire interdite, d'Inès Léraud et Pierre Van Hove et publiée en 2019 chez Delcourt.
Pierre Jolivet explique  « J'ai lu la BD. À plein de moments, je me dis que c'est complètement dingue ! Il me fallait une héroïne. J'ai proposé à Inès de devenir celle du film ». L’histoire lui parait tout de suite digne du grand écran.
Inès Léraud a souhaité qu'une adaptation filmée soit réalisée sous l'angle de la fiction, et non du documentaire. Elle devient coscénariste.
Le budget du film s'élève à 3,7 millions d’euros.

### Tournage
Le film est tourné dans les Côtes-d'Armor, principalement en caméra à l'épaule car la production a dû faire face à des interdictions de tournage.
Le tournage a ainsi été compliqué et Pierre Jolivet a dû ruser à de nombreuses reprises. Le réalisateur évoque une omerta, sur le sujet.
Pierre Jolivet, le réalisateur, raconte : « c’est la première fois qu'on m’interdit de tourner, en me disant : « On ne veut plus qu'on parle des algues vertes » ».

## Accueil

### Avant-premières en Bretagne
De nombreuses avant-premières sont organisées en Bretagne dès le mois de juin 2023,,,, et affichent toutes complet. Plus de 8 000 personnes voient le film pendant ces avant-premières. La région Bretagne a hésité puis a finalement aidé à financer le film, et s'en explique avant sa sortie en salles dans un communiqué de presse le 7 juillet 2023. Néanmoins, Loïg Chesnais-Girard, président du conseil régional, refuse que le film soit projeté au conseil régional de Bretagne.

### Débats publics et ciné-débats
De nombreuses projections ont lieu courant juillet, suivies d'un débat avec les intervenants du film (acteurs, actrices et scénariste),. Ces cinés-débats attirent le public,.
Des soirées débats sont aussi organisées, ainsi à Quimperlé le 27 juillet.

### Vie publique
Le 10 juillet, deux jours avant la sortie du film en salles, Greenpeace déverse une tonne d'algues vertes devant la préfecture du Finistère, à Quimper. Le film est projeté à l'Assemblée nationale le 11 juillet, d'autres projections sont organisées au Sénat et au Parlement européen.
Le député des Côtes-d'Armor Mickaël Cosson, après cette projection, qualifie le film comme étant « de la fiction ».
André Ollivro, militant historique contre les marées vertes déclare : « Ce film va permettre de faire parler du sujet partout. » Il complète quelques jours plus tard : « J’ai été très agréablement surpris. Bien qu’il n’ait pas pu retracer l’intégralité du combat de notre association, il est fidèle à l’histoire que nous avons vécue, avec une bonne dose de suspense. Le film acte un tournant, il met en lumière les réalités de l’agrobusiness et toutes ses conséquences. Plus rien ne sera jamais comme avant. »
Le film provoque des actions de sensibilisation publique dans plusieurs endroits de Bretagne, par exemple sur les plages du Moëlan-sur-Mer ou de Locquirec.

### Critiques
Jacky Bornet, dans France Info, estime que « le film de Pierre Jolivet s'enlise dans son sujet. »
Dans Le Figaro, Olivier Delcroix écrit : « Le film de Pierre Jolivet adapte avec souffle et rigueur la BD d’Inès Léraud sur le scandale de la pollution du littoral breton. »
Dans Télérama, Jérémie Couston écrit :  « Pierre Jolivet s’empare d’un scandale agroalimentaire en Bretagne et signe le portrait sensible d’une femme engagée, dans une fiction inégale mais utile. »
Selon Isabelle Le Gonidec de RFI, Les Algues vertes présente une enquête sensible sur une algue tueuse. Le film part du point de vue de la journaliste qui « micro au poing, mêlant douceur et détermination dans son approche, [...] se fait fort de donner tort à cette fameuse sentence de Daniel Mermet : "Le journaliste local, il sait tout, mais il ne peut pas dire grand-chose, et le journaliste national, lui, peut tout dire, mais il ne sait pas grand-chose". »
Dans Alternatives économiques, Igor Martinache estime que « Pierre Jolivet signe pour le grand écran une adaptation très réussie du travail d’investigation de la journaliste Inès Léraud sur la prolifération des algues vertes sur le littoral breton. »
Dans Ouest-France, Gilles Kerdreux qualifie le film de « thriller environnemental très efficace autour de ce fléau écologique ».
Dans Sciences et Avenir, Sylvie Rouat écrit : « Ce film émouvant, qui s’attache à la véracité des faits, nous immerge dans les réalités du monde agricole contemporain, en souffrance silencieuse et jusque-là quasiment absent de l’univers cinématographique,. » Le magazine Reporterre parle d'« un film percutant ».
Valentin Etancelin dans le Huffington Post écrit : « Le film de Pierre Jolivet avec Céline Sallette ne retrace pas seulement l’histoire de ce scandale d’État, il fait aussi le portrait sensible d’une journaliste au dévouement sans faille pour faire éclater la vérité. »
Selon Maroussia Dubreuil du journal Le Monde, « à l’efficacité narrative, Pierre Jolivet, dont on connaît la conviction sociale depuis ses débuts, il y a trente ans, propose une description rigoureuse des manœuvres de l’agriculture industrielle à partir des années 1960. Il révèle la douloureuse position des paysans, qui tiennent à leur activité, mais dépendent des grands groupes, dont ils sont aussi les victimes ».
Le film reçoit une critique moyenne de 6,5 sur 10 chez SensCritique. Sur Allociné, la moyenne est de 3,6 sur 5 concernant les critiques presse et de 4 sur 5 pour les critiques spectateurs.

### Box-office
Après sa première semaine d’exploitation, distribué dans 435 salles, le film cumule près de 126 000 entrées, ce qui le place à la sixième place au box-office français. Le film attire plus de 82 000 entrées en deuxième semaine d’exploitation pour un total de 200 000 spectateurs.
Le film connait un succès particulier en Bretagne, la région capitalisant à elle seule un tiers des entrées nationales, tout particulièrement dans l'agglomération de Saint-Brieuc, où se déroule les faits présentés dans le film
| Pays ou région | Box-office      | Date d'arrêt du box-office | Nombre de semaines |
| -------------- | --------------- | -------------------------- | ------------------ |
| France         | 400 336 entrées | 10 octobre 2023            | 13                 |
| Total mondial  | 2 935 750 $     | -                          | -                  |

## Distinction
- Festival Polar de Cognac 2023 : Meilleur film[44]

#### Au cinéma
- Erin Brockovich, seule contre tous (2000)
- Dark Waters (2019)

### Émissions de radio
- Inès Léraud, « Algues vertes : le déni » [audio], sur Radio France, France Culture, 13 juin 2019 (consulté le 14 juillet 2023).
- Entretien avec Inès Léraud, Pierre Jolivet, Yves De Fromentel, « Les Algues vertes : récit d'une enquête contre les lobbys » [audio], sur Radio France, France Culture, L'invité(e) des Matins d'été, 12 juillet 2023 (consulté le 14 juillet 2023).